# Montalvos (kommunhuvudort)
Montalvos är en kommunhuvudort i Spanien.   Den ligger i provinsen Provincia de Albacete och regionen Kastilien-La Mancha, i den centrala delen av landet, 200 km sydost om huvudstaden Madrid. Montalvos ligger 707 meter över havet och antalet invånare är 143.
Terrängen runt Montalvos är platt. Runt Montalvos är det ganska tätbefolkat, med 72 invånare per kvadratkilometer. Närmaste större samhälle är La Roda, 12,9 km väster om Montalvos. Trakten runt Montalvos består till största delen av jordbruksmark.